# Transsylvania Phoenix
Transsylvania Phoenix è uno dei più importanti gruppi rock romeni nato negli anni sessanta.
Si ispirano alla tradizione folkloristica del loro paese. Sono fuggiti dal regime comunista prima degli anni ottanta e si sono stabiliti in Germania.

Dopo il 1989 sono tornati varie volte in Romania per tenere concerti.

## Formazione
- Nicolae Covaci - chitarra, voce, cori (1962–2024 Deceduto)
- Costin Adam - voce (2014–presente)
- Dan Albu - chitarra ritmica, cori (2014–presente)
- Dzidek Marcinkiewicz - tastiere, cori (1983, 1985-1999, 2008–presente)
- Marc Alexandru Tinț - chitarra (2014–presente)
- Volker Vaessen - basso elettrico (1992–1993, 1999–2000, 2002–2005, 2008-presente)
- Flavius Hosu - batteria (2014–presente)